# Zbigniew Fałda

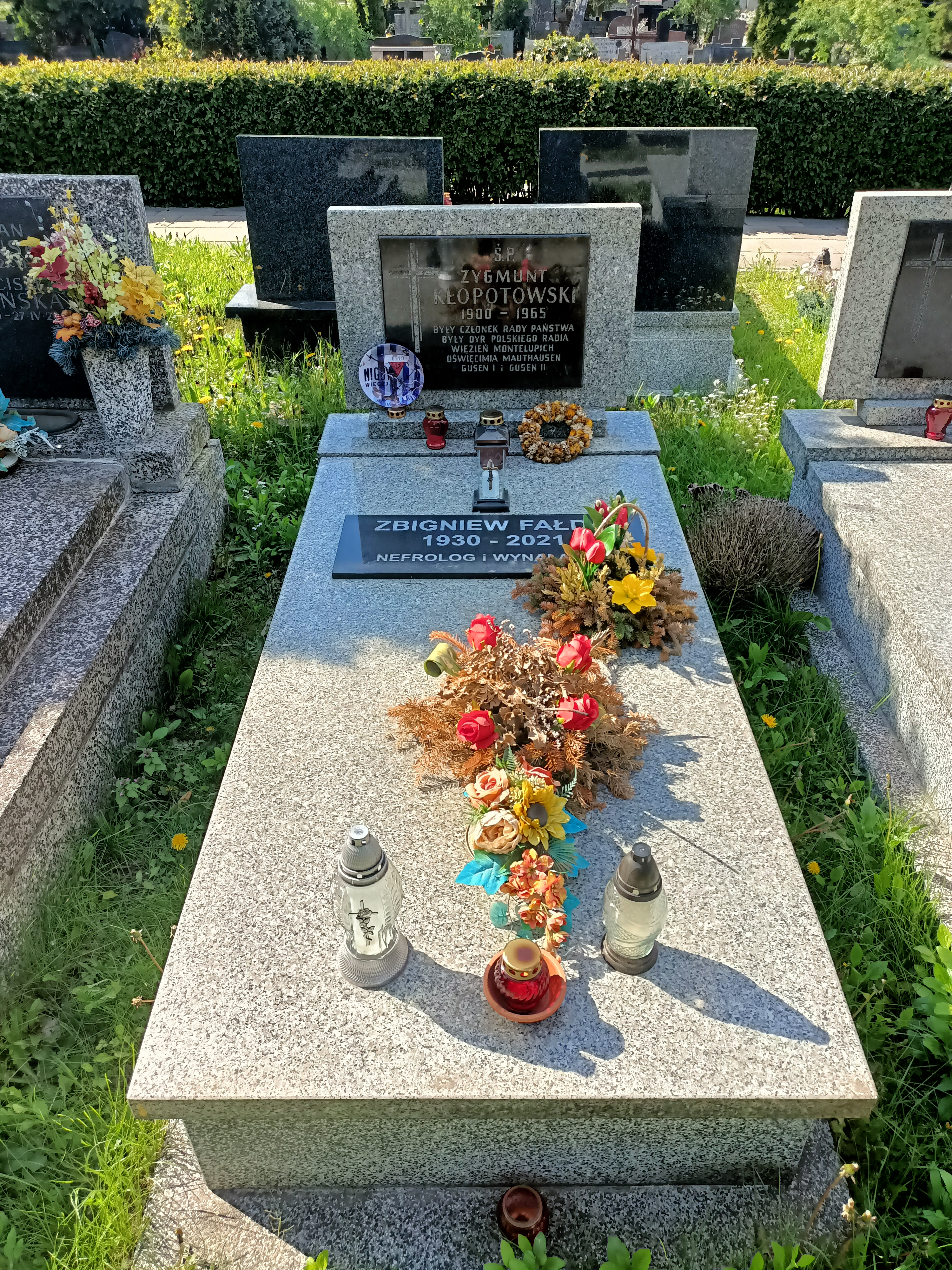
Grób Zbigniewa Fałdy na Cmentarzu Wojskowym na Powązkach

Zbigniew Fałda (ur. 1 kwietnia 1930 w Warszawie, zm. 17 stycznia 2021 w Bad Wildungen) – polski lekarz, dr n. med., pionier polskiej dializoterapii.

## Życiorys
Od 1954 roku przez kolejnych 25 lat był pracownikiem I Kliniki Chorób Wewnętrznych Akademii Medycznej w Warszawie. Brał udział w przeprowadzeniu pierwszej hemodializy w Warszawie, a drugiej w Polsce w styczniu 1959. Wspólnie z Mieczysław Lao był autorem pierwszej w Polsce publikacji o budowie sztucznej nerki, technice dializowania i wskazaniach do leczenia. Wspólnie z Mieczysławem Lao zmodyfikowali również aparat Alwalla, a modyfikacja ta spotkała się z uznaniem i została wyróżniona Specjalną Nagrodę Ministra Zdrowia. Dr Fałda odbył zagraniczne staże w Lund, Moskwie, Seattle. W latach 1978–1980 pracował w Centrum Nefrologicznym w Dolnej Saksonii w Hanowerze Münden w RFN. W 1980 osiadł na stałe w Niemczech i od 1984 do przejścia na emeryturę w 2000 kierował Oddziałem Nefrologicznym i Oddziałem Dializ w Bad Wilsungen.
Za swój wybitny wkład w rozwój dializoterapii w Polsce został wyróżniony tytułem „Zasłużony dla Polskiej Nefrologii”.